# Система Хьюстонского университета
Система Хьюстонского университета (англ. University of Houston System) — государственная университетская система в штате Техас.
Состоит из четырёх отдельных университетов и является четвёртой по величине университетской системой Техаса, насчитывая более 70 000 студентов во всех вузах. С 1997 года ректор Хьюстонской системы одновременно является президентом Хьюстонского университета, исполняя таким образом две функции. Система Хьюстонского университета владеет и имеет лицензии на вещание общественных телевизионной станции (KUHT) и радиостанции (KUHF).

## История и деятельность
Система Хьюстонского университета была создана 29 августа 1977 года в соответствии с законопроектом House Bill 188 Палаты представителей во время 65-го созыва Законодательного собрания Техаса. Одновременно попечительский совет Хьюстонского университета был переименован в Попечительский совет системы Хьюстонского университета. Филип Хоффман стал первым ректором Хьюстонской системы университетов после того, как с 1961 по 1977 год занимал пост президента Хьюстонского университета.
Система Хьюстонского университета состоит из четырёх высших учебных учреждений; каждое из них является самостоятельным университетом и присуждает свои степени. Ведущим вузом Хьюстонской системы является Университет Хьюстона, три других являются автономными вузами и не являются филиалами Хьюстонского университета. Прием в каждое учебное заведение осуществляется отдельно, каждое из них имеет свои критерии и требования для приема.
| Университет                         | Год основания | Абитуриенты (2012) | Средства         | Затраты на научные исследования (2011) | Классификация Карнеги              | Рейтинг «U.S. News»                       |
| ----------------------------------- | ------------- | ------------------ | ---------------- | -------------------------------------- | ---------------------------------- | ----------------------------------------- |
| Хьюстонский университет             | 1927          | 40 747             | $589,8 миллионов | $127,5 миллионов                       | Исследовательский университет (R1) | 184 в рейтинге национальных университетов |
| Хьюстонский университет в Клир-Лейк | 1971          | 8153               | $22,6 миллионов  | $2,2 миллионов                         | Магистерский (M1)                  | Неранжированный региональный университет  |
| Хьюстонский университет в даунтауне | 1974          | 13 916             | $34,7 миллионов  | $1,5 миллионов                         | Бакалаврский (M3)                  | 26-й в рейтинге региональных колледжей    |
| Хьюстонский университет в Виктории  | 1971          | 4335               | $15,2 миллионов  | $1,2 миллионов                         | Магистерский (M1)                  | Региональный университет второго класса   |

Флагманским учебным заведением является Хьюстонский университет, в котором обучается около 43 000 студентов. Экономический эффект от Хьюстонской системы университетов в экономику Техаса ежегодно составляет более 3 миллиардов долларов, создавая при этом около 24 000 рабочих мест.

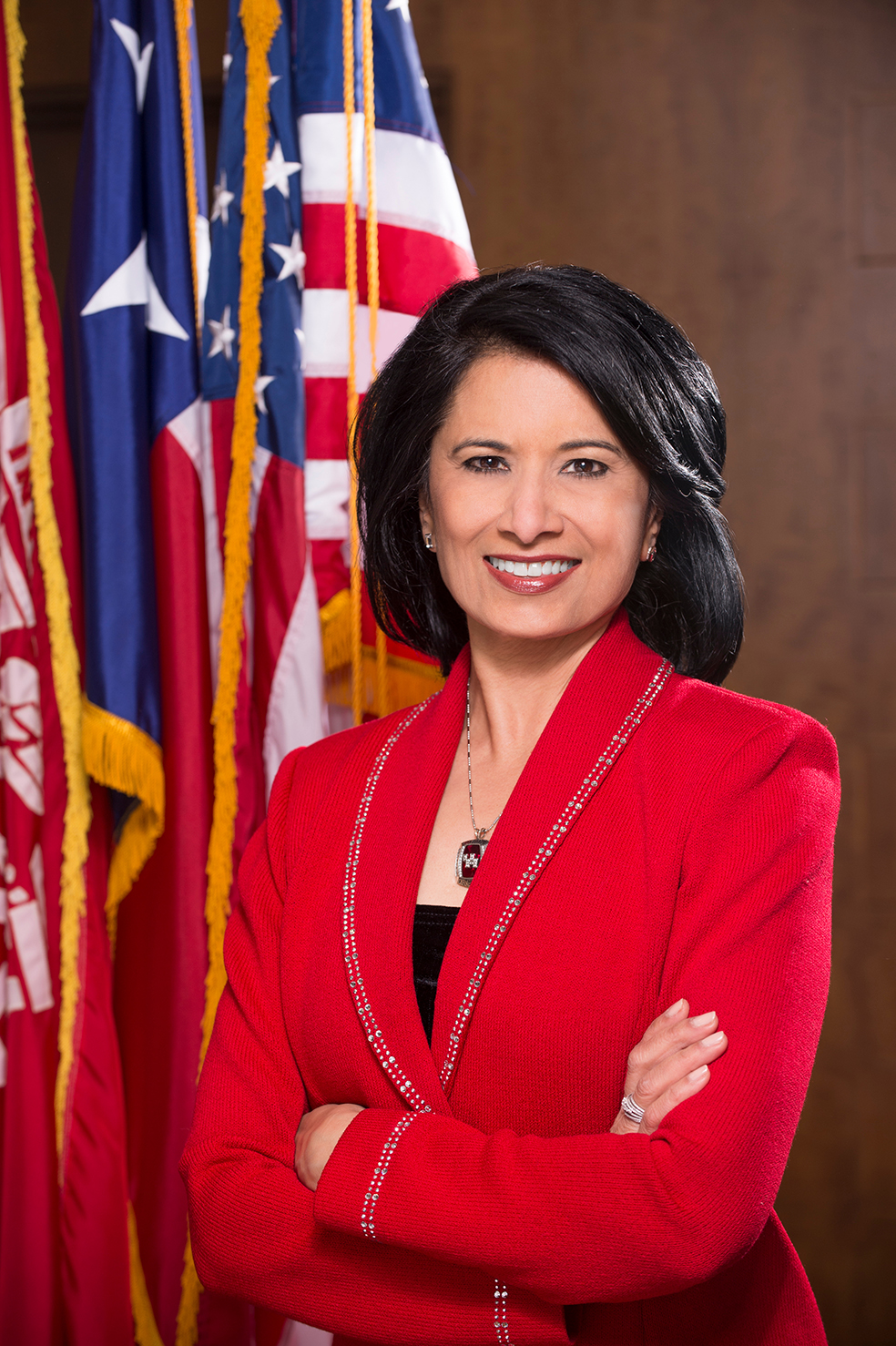
Рену Хатор

Администрация расположена в здании Ezekiel W. Cullen Building, находящемся на территории кампуса Хьюстонского университета. Ректором Хьюстонской системы является Рену Хатор, которая одновременно является президентом Хьюстонского университета. Системой управляет попечительский совет из девяти членов, назначаемый губернатором Техаса.
Ректоры в истории системы Хьюстонского университета:
- 1977—1979 − Philip G. Hoffman
- 1980—1986 − Charles E. Bishop
- 1986—1989 − Wilbur L. Meier
- 1989—1995 − Alexander F. Schilt
- 1995—1997 − Уильям Хобби
- 1997—2003 − Артур Смит[англ.]
- 2003—2007 − Джордж Гоуг[англ.]
- С 2008 − Рену Хатор[англ.]